# Liste der Straßen und Plätze in Berlin-Bohnsdorf

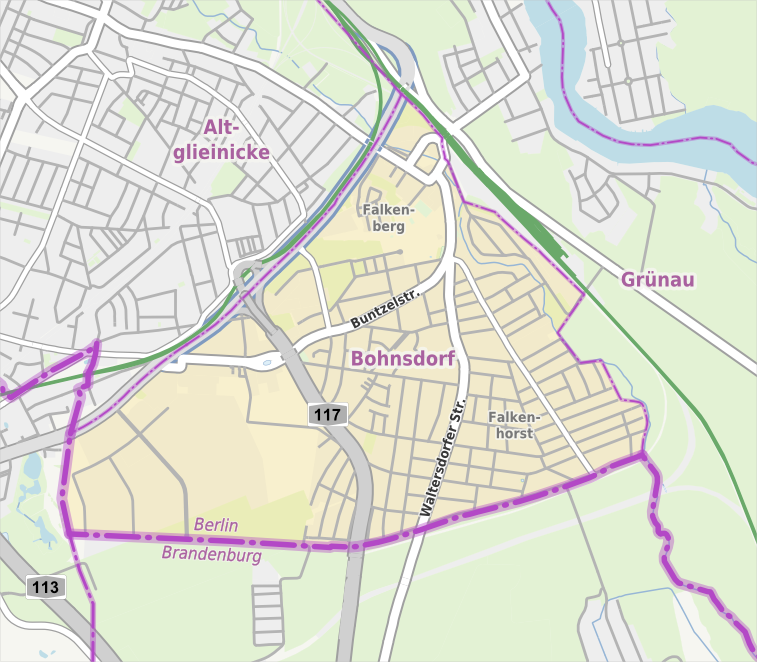
Übersichtskarte von Berlin-Bohnsdorf

Die Liste der Straßen und Plätze in Berlin-Bohnsdorf beschreibt das Straßensystem im Berliner Ortsteil Bohnsdorf mit den entsprechenden historischen Bezügen. Gleichzeitig ist diese Zusammenstellung ein Teil der Listen aller Berliner Straßen und Plätze.

## Überblick
Bohnsdorf hat 13.685 Einwohner (Stand: 31. Dezember 2023) und umfasst die Postleitzahlenbereiche 12524 und 12526.

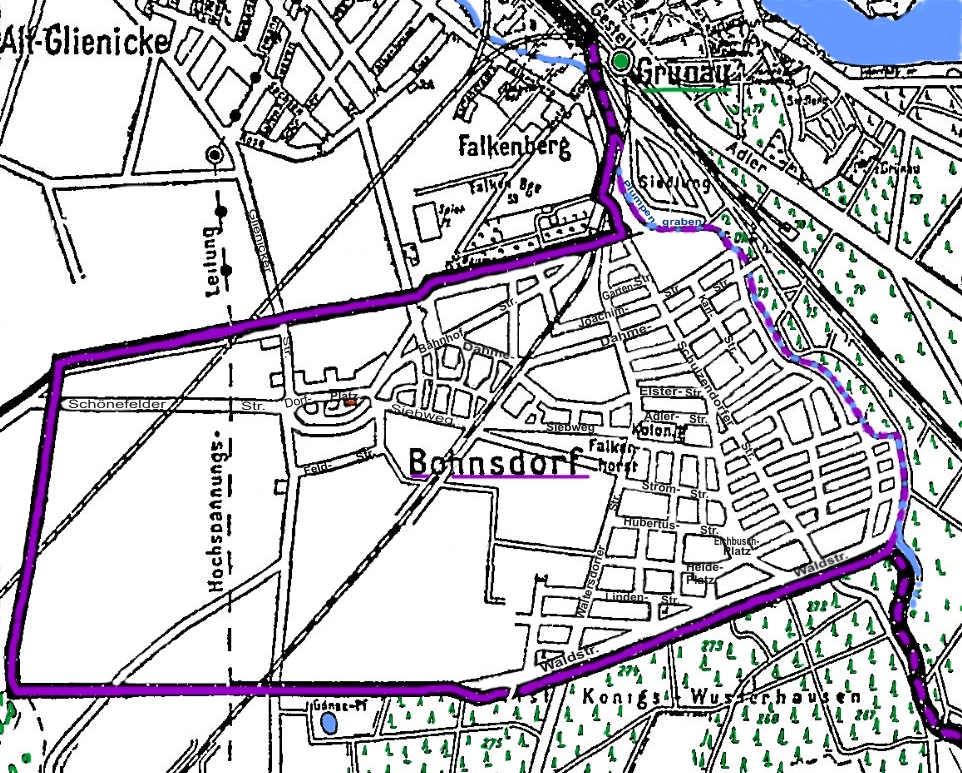
Straßenübersicht von Bohnsdorf
in den Grenzen von 1923

Im Ortsteil Bohnsdorf befinden sich 118 gewidmete Straßen und vier Plätze, darunter ist der Dorfplatz als Anger des ursprünglichen Dorfs Bohnsdorf. Von diesen 122 Verkehrsflächen liegen acht nur teilweise in Bohnsdorf oder bilden, wie die Waldstraße, die Stadtgrenze Berlins zum Brandenburger Umland. Außerdem enthält die Übersicht sieben nicht amtliche Straßen (mit * gekennzeichnet). Bemerkenswert ist die Verflechtung von langen Straßen quer durch den Ortsteil mit vergleichsweise kurzen die Grundstücke erschließenden Siedler- oder Siedlungsstraßen, die zuerst mit römischen Ziffern gekennzeichnet waren (I–IV). Die Gesamtlänge aller Straßen im Ortsteil beträgt 56,9 Kilometer. Die Straßen westlich des Plumpengrabens und südlich der Trasse Bruno-Taut-Straße–Kirchsteig samt Bohnsdorfer Kirchsteig gehörten bis 1938 zum Verwaltungsbezirk Köpenick, anschließend zum Verwaltungsbezirk Treptow. Mit der Zusammenlegung der Bezirke im Jahr 2001 sind sie nunmehr im Bezirk Treptow-Köpenick vereint. Die Ortsteilgrenzen mit Berlin-Altglienicke im Norden und Berlin-Grünau im Osten wurden mehrfach neu festgelegt.
Die zuerst vergebenen Straßennamen orientierten sich an der Lage (Wiese, Wassergraben, Hügel oder Richtung; 24 Straßen). Später ehrte die Kommune mit Straßennamen Personen, die in Beziehung zu Bohnsdorf standen oder allgemeine Berufsbezeichnungen darstellen und vergab Namen ehemaliger deutscher Ortschaften sowie einige aus der griechischen und römischen Mythologie (insgesamt 29 Straßen). Die neuesten Wohngebiete entstehen im 21. Jahrhundert im westlichen Bereich von Bohnsdorf zwischen den beiden Autobahnen A 113 und A 117. Die Straßen darin werden nach deutschen Wissenschaftlern, Ingenieuren oder Flugpionieren (auch Frauen) benannt, angeregt durch den nahen Flugplatz Johannisthal.
Zwischen 1913 und den 1920er Jahren war in Bohnsdorf der „Berliner Spar- und Bauverein“ tätig, der das Architekturbüro Taut & Hoffmann mit der Umsetzung ihrer Ideen des sozialen Wohnungsbaus beauftragte. In der Gartenstadt Falkenberg genannten Siedlung entstanden bis 1920 vor allem Einfamilien- und Vierfamilienhäuser. Nach dem Willen des Architekten Bruno Taut erhielten die Gebäude auffällige farbige Anstriche und hießen daher im Volksmund bald „Tuschkastensiedlung“. Die zugehörigen 40 Straßen wurden mit Begriffen aus der Natur (Pflanzen, Pilze, Vögel) oder mit Bezugnahme auf „Garten“ bezeichnet. Sie entstanden durch die Aktivitäten der Arbeiterbaugenossenschaft „Paradies“, nach der ebenfalls Straßen benannt wurden.

## Übersicht der Straßen und Plätze
Die nachfolgende Tabelle gibt eine Übersicht über die vorhandenen Straßen und Plätze im Ortsteil sowie einige dazugehörige Informationen.
- Name/Lage: aktuelle Bezeichnung der Straße oder des Platzes. Über den Link Lage kann die Straße oder der Platz auf verschiedenen Kartendiensten angezeigt werden. Die Geoposition gibt die Lage der ungefähren Mitte der Straßenlänge an.
- Im amtlichen Straßenverzeichnis nicht aufgeführte Verkehrswege sind mit * gekennzeichnet.
- Ehemalige oder nicht mehr gültige Straßennamen sind kursiv gesetzt. Für bedeutende ehemalige Straßen oder historische Straßennamen ist gegebenenfalls eine gesonderte Liste vorhanden.
- Länge/Maße in Metern:
Die in der Übersicht enthaltenen Längenangaben sind  gerundete Übersichtswerte, die in Google Earth mit dem dortigen Maßstab ermittelt wurden. Sie dienen Vergleichszwecken und werden, sofern amtliche Werte bekannt sind, ausgetauscht und gesondert gekennzeichnet.
Bei Plätzen sind die Maße in der Form a × b für rechteckige Anlagen und für (ungefähr) dreieckige Anlagen als a × b × c mit a als längster Seite angegeben.
Sofern die Straße auch in benachbarte Ortsteile weiterführt, gibt der Zusatz ‚im Ortsteil‘ an, wie lang der Straßenabschnitt innerhalb des Ortsteils dieses Artikels ist.
- Namensherkunft: Ursprung oder Bezug des Namens.
- Anmerkungen: weitere Informationen über anliegende Baudenkmale oder Institutionen, die Geschichte der Straße und historische Bezeichnungen.
- Bild: Foto der Straße oder eines anliegenden Objektes.

| Name/Lage                                        | Länge/Maße (in Metern)            | Namensherkunft | Datum der Benennung                                          | Anmerkungen | Bild |
| ------------------------------------------------ | --------------------------------- | --- | ------------------------------------------------------------ | --- | --- |
| Adlerstraße (Lage)                               | 0320                              | Adler, einheimischer Greifvogel | 1904                                                         | Die Straße wurde auf einem Baugelände der Arbeiterbaugenossenschaft „Paradies“ angelegt. Sie verbindet die Waltersdorfer Straße (West) mit der Eichbuschstraße (Ost). | Berlin-Bohnsdorf Adlerstraße |
| Advokatensteig (Lage)                            | 0170                              | Advokat, historische Bezeichnung für einen Rechtsanwalt, bis 1879 in Deutschland verwendet | 29. Mai 1998                                                 | Der Advokatensteig ist eine Fußgängerstraße, die südwärts von der Gründerstraße abgeht und nach einem Schwenk gen Westen auf die Buntzelstraße führt. Sie verläuft auf der Trasse der 1959 stillgelegten Henschelbahn und wurde erst 1998 benannt. Die Straße wurde zuvor von den meisten Anwohnern Schwarzer Weg genannt. Der ehemals in der Gründerstraße 32 ansässige Notar und Rechtsanwalt Klaus-Stephan Bickel hatte in den 1990er Jahren Gespräche mit dem Land Berlin wegen seiner Grundstücksgrenze an diesem Weg geführt und nannte den Weg zur eindeutigeren Bezeichnung so. Diese wurde dann offiziell übernommen. | Berlin-Bohnsdorf Advokatensteig |
| Akazienhof (Lage)                                | 0130                              | Akazien, Laubbäume | Okt. 1913                                                    | Die Straße geht von Am Falkenweg südwestwärts ab und erschließt das Wohngebiet. Im eigentlichen Sinne handelt es sich um einen mit Akazien bestandenen Wohnhof. Der Akazienhof ist Teil einer kompletten Wohnsiedlung, die von der damaligen Baugenossenschaft „Berliner Spar- und Bauverein“ (später „Bau- und Wohnungsgenossenschaft von 1892“) errichtet worden ist. | Bohnsdorf Akazienhof · Berlin-Bohnsdorf Akazienhof |
| Alexander-Meißner-Straße (Lage)                  | 1070                              | Alexander Meißner (1883–1958), Physiker, Spezialist für Funktechnik | 27. Nov. 2009                                                | Die Straße (Projektname „Transversale“) entstand auf einer neuen Bebauungsfläche. Sie geht südostwärts von Am Seegraben ab und endet an der Berliner Stadtgrenze. | Berlin-Bohnsdorf Alexander Meißner-Straße · Berlin-Bohnsdorf Alexander Meißner-Straße                                                                           |
| Am Falkenberg (Lage)                             | 0440 (im Ortsteil)                | Falkenberg, eine örtliche Erhebung von 52 Metern Höhe; auch historischer Flurname | 1902                                                         | Am Falkenberg ist eine lange Erschließungsstraße im Ortsteil. Sie beginnt im Nordwesten im Ortsteil Altglienicke (Hausnummern 19–111) als Fortsetzung der Grünauer Straße, führt unter der Straßenbrücke von Am Seegraben hindurch und mündet auf den Kirchsteig nahe am historischen Ortszentrum. Das Wasserwerk in dieser Straße hat eine eigene amtliche Nummer (44489). | Berlin-Bohnsdorf Am Falkenberg · Berlin-Bohnsdorf Am Falkenberg                                                                                                 |
| Am Gartenstadtweg (Lage)                         | 0390 (als Ring)                   | Gartenstadt, Name der vom Bauverein 1913–1915 geschaffenen „Tuschkastensiedlung“ | 8. Dez. 1983                                                 | Der Erschließungsweg entstand erst in den 1970er Jahren in seinem heutigen Verlauf; er wurde bereits nichtamtlich so genannt. Der Weg verläuft von der Paradiesstraße in nordöstliche Richtung parallel zu Am Seegraben. Nach einem leichten Bogen in östliche Richtung mündet er auf den Gartenstadtweg. | Berlin-Bohnsdorf Am Gartenstadtweg |
| Am Plumpengraben (Lage)                          | 0180                              | Plumpengraben, ein Wassergraben zwischen der Spree in Niederschöneweide, den Feuchtwiesen in der Gemeinde Schönefeld oder aus dem Berliner Stadtforst (der Falkenberg ist Wasserscheide) zum Teltowkanal | 1. Aug. 1993                                                 | Die Straße hieß nach Bebauungsplan Straße 991, am 16. Juni 1960 erhielt sie die Bezeichnung Straße des NAW. Im Jahr 1992 vergab das Bezirksamt den Namen Graben. Wegen der Verwechslungsgefahr mit der Grabenstraße im gleichen Ortsteil wurde ein Jahr später eine Spezifizierung vorgenommen. Die Straße bildet eine Verbindung zwischen Dahmestraße (Nordwest) und Fichtestraße (Südost). Der Name orientiert sich an dem parallel verlaufenden Plumpengraben. | Berlin-Bohnsdorf Am Plumpengraben |
| Am Seegraben (Lage)                              | 0270 (im Ortsteil, Ostseite)      | Wassergraben, der nördlich am Schönefelder See vorüberführt | nach 1961                                                    | Die Straße ist ein Abschnitt der Bundesstraße 96a und verbindet das Adlergestell von Grünau über die A 117 hinweg mit der Gemeinde Schönefeld. Dort führt die Trasse als Mittelstraße weiter. Die Straße wurde nach der Inbetriebnahme des Flughafens Schönefeld für den zivilen Betrieb und nach dem Mauerbau ab 1961 neu angelegt. Am Seegraben bildet die nördliche Ortsteilgrenze von Bohnsdorf. Am Seegraben war auf Berliner Gebiet nicht amtlich bezeichnet, jedoch in einigen Stadtplänen namentlich enthalten. In der Karte Berlin 1:5000, hergestellt von den bezirklichen Vermessungsämtern, war der Straßenlauf im Ortsteil mit B 96a benannt. Im Mai 2023 wurde die Straße durch das Bezirksamt Treptow-Köpenick als „Am Seegraben“ benannt. Zwischen 2010 und 2011 wurde die gesamte Trasse „grundhaft erneuert“, um ihren Zustand als Zubringer zum Flughafen BER zu verbessern. | Berlin-Bohnsdorf Am Seegraben · Berlin-Altglienicke Am Seegraben · Berlin-Bohnsdorf Am Seegraben                                                                |
| Am Wiesenweg (Lage)                              | 0300                              | Wiese, über die der Plumpengraben verläuft | um 1916                                                      | Das ist ein Fußweg zwischen Gartenstadtweg und dem S-Bahnhof Grünau, er mündet an der Bruno-Taut-Straße. Er wurde vom Haus- und Grundbesitzerverein der „Landhauskolonie Falkenberg“ bereits 1908 angelegt aber erst einige Jahre später benannt. | Berlin-Bohnsdorf Am Wiesenweg |
| Amorstraße (Lage)                                | 0560                              | Amor, römischer Liebesgott | 1904                                                         | Sie verbindet die Eichbuschstraße in nordwestliche Richtung führend mit dem Straßenzug Grünauer Straße–Lessingstraße. | Berlin-Bohnsdorf Amorstraße |
| Amselweg (Lage)                                  | 0140                              | Amsel, einheimischer Singvogel | um 1913                                                      | Der Weg verbindet die Waltersdorfer Straße (West) mit der Schulzendorfer Straße (Ost). | Berlin-Bohnsdorf Amselweg |
| Apollostraße (Lage)                              | 0330                              | Apollo, griechisch-römischer Gott des Lichts/der Sonne, des Frühlings, der Heilung usw. | um 1904                                                      | Dieser West-Ost-Straßenzug verbindet die Schulzendorfer Straße mit der Grünauer Straße. | Berlin-Bohnsdorf Apollostraße |
| Atlantisring (Lage)                              | 0340                              | Atlantis, sagenumwobene versunkene Insel; hier heißt die Baugenossenschaft so | 18. Jan. 2005                                                | Die Privatstraße liegt in einer Neubausiedlung, beworben mit Ökopark Bohnsdorf. | Berlin-Bohnsdorf Atlantisring |
| Auraser Weg (Lage)                               | 0360                              | Auras, Ort in Niederschlesien, heute Uraz, Ortsteil von Oborniki Śląskie in Polen | 29. Jan. 1937                                                | Der Weg hieß nach dem Bebauungsplan zunächst Straße 975 bzw. Siedlerweg I, gelegentlich auch Siedlungsweg I (1932). Er verläuft leicht geschwungen zwischen Dahmestraße (Nord) und Siebweg (Süd). | Berlin-Bohnsdorf Auraser Weg |
| Bachstraße (Lage)                                | 0620                              | Bach, nach dem durch den Ortsteil fließenden Plumpengraben, auf den die Straße zuläuft | vor 1920                                                     | Der Verkehrsweg wurde um 1914 in der Siedlung Falkenhorst angelegt. Die Bachstraße ist die östliche Fortsetzung der Stromstraße. Sie verbindet die Schulzendorfer Straße mit der Birkenstraße. | Berlin-Bohnsdorf Bachstraße |
| Binswangersteig (Lage)                           | 0440                              | Otto Binswanger (1852–1929), Schweizer Psychologe Otto Binswanger hatte eine Gehirnerkrankung untersucht und beschrieben, die als Morbus Binswanger bekannt wurde.                                       | 10. Apr. 1931                                                | Zuerst hieß der Verkehrsweg Straße 51, von vor 1922 bis 1934 Fritz-Reuter-Straße. Die Namensvergabe nach Otto Binswanger erfolgte, da er „gerade“ (1929) gestorben war und eine Gedankenverbindung zum nahe gelegenen Krankenhaus Hedwigshöhe entsteht. Der Steig verläuft von der Grottewitzstraße am Krankenhaus (Nord) über die Buntzelstraße – wo er einen Versatz nach Osten macht – bis zur Dahmestraße (Süd). | Berlin-Bohnsdorf Binswangersteig |
| Birkenstraße (Lage)                              | 0160                              | Birken, einheimische Laubbäume | um 1920                                                      | Die Birkenstraße verbindet die Wiesenstraße (Nord) mit dem Sandbacher Weg (früher Hubertusstraße; Süd). | Berlin-Bohnsdorf Birkenstraße |
| Birkenweg (Lage)                                 | 0140                              | Birken, einheimische Laubbäume | um 1920                                                      | Der Weg ist die südliche Fortsetzung der Birkenstraße. Er verbindet den Sandbacher Weg mit der Waldstraße an der Berliner Stadtgrenze. | Berlin-Bohnsdorf Birkenweg |
| Bohnsdorfer Kirchsteig (Lage)                    | 0340                              | Bohnsdorf, Ursprung des heutigen Ortsteils und Richtung zur Dorfkirche | 18. Okt. 1937                                                | Das ist die westliche Fortsetzung des Kirchsteigs. Er führt über die Paradiesstraße hinweg bis auf eine Gewerbefläche. | Berlin-Bohnsdorf Bohnsdorfer Kirchsteig |
| Boviststraße (Lage)                              | 0350                              | Bovist, Pilz mit verdicktem, meist rundem Fruchtkörper | 1. Aug. 2002                                                 | Das ist ein Nord-Süd-Verkehrsweg, der vom Knick der Kleinen Spechtstraße bis zur Kleinen Waldstraße führt. Bis zur Namensvergabe war die Boviststraße ein Teil der Straße 959. | Berlin-Bohnsdorf Boviststraße |
| Bruno-Taut-Straße (Lage)                         | 0560 (im Ortsteil)                | Bruno Taut (1880–1938), Architekt | 25. Juli 1979                                                | Die Straße wurde 1979 unter Einbeziehung der Straße 94, die west-nordwestlich einen Ast bildet, neu trassiert. Das zu Beginn der 2000er Jahre am Ostende der Straße errichtete Einkaufszentrum „Taut-Passage“ direkt am S-Bahnhof Grünau trägt die Hausnummer 1. Von hier führt die Straße südwestwärts bis Am Falkenberg, macht dort einen kleinen Versatz und setzt sich dann geradlinig fort. Bevor sie an einer Grünfläche endet, bildet die Bruno-Taut-Straße eine verschlungene Trasse zur Erschließung des Siedlungsgebietes. | Berlin-Bohnsdorf Bruno-Taut-Straße · Berlin-Bohnsdorf Bruno-Taut-Straße · Bohnsdorf Bruno-Taut-Straße                                                           |
| Buntzelstraße (Lage)                             | 1880 (im Ortsteil)                | Max Buntzel (1850–1907), Kommunalpolitiker, Gartenbaudirektor, Grundbesitzer in der Siedlung Falkenberg                                                                                                  | um 1905                                                      | Zuerst hieß nur der Teil des Verkehrsweges von der Grottewitzstraße bis zur Richterstraße Buntzelstraße, am 10. April 1931 kam als westliche Verlängerung die Bahnhofstraße hinzu. Zu Beginn der Umbenennung gehörten die Hausnummernbereiche 1–41 und 2–52 zu Altglienicke. Die Buntzelstraße verläuft mehrfach leicht verschwenkt zwischen der Richterstraße am Bahnhof Grünau und dem Dorfplatz im alten Ortskern. Ein kleinerer Abschnitt zwischen Richterstraße und Schulzendorfer Straße gehört zur B 179. Eine Gedenktafel am Haus Nummer 119 erinnert an die hier 1902 gegründete Arbeiter-Baugenossenschaft „Paradies“. Im westlichen Bereich der Buntzelstraße befindet sich der Städtische Friedhof Bohnsdorf. Am Buntzelberg gibt es den Sportplatz des Fußballklubs Grünauer BC 1917. | Berlin-Bohnsdorf Buntzelstraße · Berlin-Bohnsdorf Buntzelstraße · Berlin-Bohnsdorf Buntzelstraße                                                                |
| Buschwindröschenweg (Lage)                       | 0100                              | Buschwindröschen, Frühjahrsblüher im lichten Wald | 20. Juni 2001                                                | Der Weg befindet sich in der Gartenstadt Falkenberg, die vom „Berliner Spar- und Bauverein“ ab den 1910er Jahren errichtet worden war und nun erweitert wird. | Berlin-Bohnsdorf Buschwindröschenweg |
| Champignonstraße (Lage)                          | 0170                              | Champignon, edler Speisepilz | 3. Jan. 2001                                                 | Der Verkehrsweg hieß bei seiner Anlage zuerst Straße 955. Er verläuft in Südwest-Nordost-Richtung beiderseits von der Kleinen Lindenstraße. | Berlin-Bohnsdorf Champignonstraße |
| Dahmestraße (Lage)                               | 0940                              | Dahme, Nebenfluss der Spree | um 1914                                                      | Die Dahmestraße verläuft in West-Ost-Richtung zwischen der Buntzelstraße und dem Kablower Weg. Dabei macht sie an der Kreuzung mit der Schulzendorfer Straße einen leichten Schwenk nach Ostnordost. In dieser Straße befindet sich die nach dem Bildhauer Fritz Kühn benannte Schule. Sie wurde 1916 als 13. Gemeindeschule auf genossenschaftlichem Baugrund errichtet. Außerdem wurde hier um 1960 eine kleine Gedenkstätte angelegt, die namentlich an sieben in der NS-Zeit ermordete Bohnsdorfer Widerstandskämpfer erinnert (siehe Bild). Im Haus Nummer 33 befindet sich das Tiefbauamt des Bezirks Treptow-Köpenick (Stand: Februar 2013). | Gedenkstätte für Widerstandskämpfer in der Dahmestraße · Berlin-Bohnsdorf Dahmestraße · Berlin-Bohnsdorf Dahmestraße Stadtbibliothek                            |
| Dorfplatz (Lage)                                 | 0280 × 50 (Dorfanger)             | Dorf, Kern der Siedlung Bohnsdorf, die erstmals 1375 urkundlich erwähnt wurde | überliefert (14. Jhd.)                                       | Das ist gleichzeitig der historische Anger. Er umfasst die Hausnummern 1–22 und verläuft einmal linsenförmig um den Dorfteich herum. Das bestimmende Bauwerk ist hier die Dorfkirche Bohnsdorf. | Berlin-Bohnsdorf Dorfplatz Kirche · Autobahnbrücke am Dorfplatz                                                                                                 |
| Eichbuschplatz (Lage)                            | 0090 × 40                         | Eichbusch, Eichenpflanzung | um 1914                                                      | Der rechteckige Platz wird begrenzt von der Parchwitzer Straße (Nord), den Rückseiten von Grundstücken (Ost), dem Sandbacher Weg (Süd) und der Eichbuschstraße (West). | Berlin-Bohnsdorf Eichbuschplatz |
| Eichbuschstraße (Lage)                           | 0760                              | Eichbusch, Eichenpflanzung | nach 1914                                                    | Die Straße verläuft zwischen Elsterstraße (Nord) und Sandbachstraße (Süd). Nach dem Adressbuch von 1933 verband sie die Schulzendorfer Straße mit der Amorstraße und umfasste 44 Parzellen. | Berlin-Bohnsdorf Eichbuschstraße |
| Eichbuschweg (Lage)                              | 0200                              | Eichbusch, Eichenpflanzung | vor 1922                                                     | Der Weg verläuft zunächst als südliche Verlängerung der Eichbuschstraße, danach wendet er sich nach Südosten und endet an der Berliner Stadtgrenze, der Waldstraße. Neun Parzellen sind ihm zugeordnet. | Berlin-Bohnsdorf Eichbuschweg |
| Elsterstraße (Lage)                              | 0360                              | Elster, Krähenvogel | um 1913                                                      | Sie verbindet die Waltersdorfer Straße (West) mit der Schulzendorfer Straße (Ost), wobei sie an ihrem Ostende mit der von Süden einmündenden Eichbuschstraße einen kleinen namenlosen dreieckigen Platz bildet. | Berlin-Bohnsdorf Elsterstraße · Berlin-Bohnsdorf Elsterstraße                                                                                                   |
| Falkenstraße (Lage)                              | 0170                              | Falken, Greifvögel | um 1908                                                      | Sie verbindet die Lindenstraße (Nord) mit der Waldstraße (Süd). | Berlin-Bohnsdorf Falkenstraße |
| Fasanenstraße (Lage)                             | 0460                              | Fasanen, Hühnervögel | vor 1922                                                     | Sie verbindet den Gehrenweg (West) mit der Falkenstraße (Ost) und kreuzt dabei die Waltersdorfer Straße, die ein Teil der Bundesstraße 179 ist. | Berlin-Bohnsdorf Fasanenstraße |
| Feldstraße (*) (Lage)                            | 0370                              | Feldflur um das Dorf Bohnsdorf | vor 1925                                                     | Die Feldstraße ist nicht gewidmet. Im Berliner Adressbuch war sie zwischen 1930 und 1938 enthalten. Sie verläuft vom Hufenweg (West) bis an die Trasse der A 117. Bei der Aufnahme im Adressbuch verband sie die Dorfstraße mit der Friedenstraße und wies keinerlei Bebauung auf. Das Gebiet südlich der Straße ist heute eine für den Flughafen BER angelegte Ausgleichsfläche für das Habitat von Zauneidechsen. | Berlin-Bohnsdorf Feldstraße · Berlin-Bohnsdorf Feldstraße |
| Feldweg (*) (Lage)                               | 0360                              | Feldflur am Dorf Bohnsdorf, hier nur symbolisch gewählt | vor 2008                                                     | Die Straße ist nicht gewidmet. Sie umschließt mit ihrer Anschlussstraße ein Eigenheimsiedlungsgebiet (Kleingartenanlage Grünbergallee) und führt westlich des Dorfkerns von der Grünbergallee nordwärts. Dort macht sie einen spitzen Knick und wird zum Rosenweg, der auf die Grünbergallee zurückführt. Die Nummerierung nach Bebauungsplan war Straße 933. Der Weg ist immer noch mit seinem grünen Schild als Gartenweg ausgewiesen, jedoch sind an der Grünbergallee Beschilderungen aufgestellt, die die anliegenden Grundstücke des Wegs als der Grünbergallee zuordnen. | Berlin-Bohnsdorf Feldweg |
| Fichtestraße (Lage)                              | 0330                              | Johann Gottlieb Fichte (1762–1814), Philosoph | 1920                                                         | Die Fichtestraße geht in nordöstliche Richtung von der Schulzendorfer Straße ab und endet auf den Feuchtwiesen vor dem Plumpengraben. | Berlin-Bohnsdorf Fichtestraße |
| Fliegenpilzstraße (Lage)                         | 0630                              | Fliegenpilz, einheimischer Giftpilz | 22. Okt. 2001                                                | Vor der Namensvergabe war sie laut Bebauungsplan der längere südliche Teil der Straße 957. Sie verläuft in Nord-Süd-Richtung zwischen Kleine Lindenstraße und Kleine Waldstraße. | Berlin-Bohnsdorf Fliegenpilzstraße |
| Fließstraße (Lage)                               | 0620                              | Fließ, anderer Name für kleines Gewässer, hier bezogen auf den Plumpengraben | nach 1914                                                    | Sie führt in nordöstliche Richtung von der Eichbuschstraße über die Schulzendorfer Straße bis zu den Feuchtwiesen vor dem Plumpengraben. | Berlin-Bohnsdorf Fließstraße |
| Florastraße (Lage)                               | 0250                              | Flora, griechisch-römische Göttin der Pflanzenwelt | nach 1914                                                    | Sie verbindet in Nord-Süd-Führung die Parchwitzer Straße mit der Lindenstraße. | Berlin-Bohnsdorf Florastraße |
| Fraustadter Weg (Lage)                           | 0160                              | Fraustadt, Stadt in der Provinz Posen, heute Wschowa in Polen | 3. Dez. 1937                                                 | Der Weg verbindet den Auraser Weg segmentbogenartig südostwärts mit dem Siebweg. Laut Bebauungsplan um 1914 hieß er zuerst Siedlerweg II, gelegentlich auch Siedlungsweg II (1932), dann Straße 974. | Berlin-Bohnsdorf Fraustadter Weg |
| Fritz-Kühn-Straße (Lage)                         | 0460                              | Fritz Kühn (1910–1967), Fotograf, Bildhauer und Kunstschmied | 17. März 1999                                                | Sie führt vom Siebweg als Fortsetzung der Hundsfelder Straße in leichter Südwestführung bis zur Parchwitzer Straße und darüber hinaus bildet sie eine Sackgasse. Bis zu ihrer feierlichen Benennung zu Ehren des berühmten Grünauer Bürgers Kühn war sie ein Teil der Straße 955. | Berlin-Bohnsdorf Fritz-Kühn-Straße · Bohnsdorf Fritz-Kühn-Straße                                                                                                |
| Gartenstadtweg (Lage)                            | 0510                              | Gartenstadt Falkenberg, offizielle Bezeichnung der Siedlungsanlage | 1931                                                         | Der Weg wurde bei seiner Neubenennung aus der vorherigen Gartenstadtstraße, der Straße 50 (beide im Amtsbereich Treptow; Altglienicke) und der Wilhelm-Busch-Straße zusammengeführt. Der Gartenstadtweg geht nordostwärts von Am Gartenstadtweg ab, quert die Straße Am Falkenberg und führt über den Plumpengraben in Richtung der KGA ,Waldfrieden’. Außerdem bildet er ostwärts mit den Parzellen 4–18 eine Schleife in sich. Am 17. Dezember 2001 entfiel der damalige südwestliche Teil der Straße und wurde in Zur Gartenstadt umbenannt | Berlin-Bohnsdorf Gartenstadtweg Tuschkastensiedlung · Berlin-Bohnsdorf Gartenstadtweg Tuschkastensiedlung · Berlin-Bohnsdorf Gartenstadtweg Tuschkastensiedlung |
| Gartenstraße (Lage)                              | 0190                              | Garten | um 1913                                                      | Die Straße umfasst nur acht Parzellen. Sie verbindet die Waltersdorfer Straße (West) mit der Schulzendorfer Straße (Ostnordost). | Berlin-Bohnsdorf Gartenstraße |
| Gebrüder-Hirth-Straße (Lage)                     | 0400 (im Ortsteil)                | Brüder Hellmuth (1886–1938) und Wolf Hirth (1900–1959), Flugpioniere | 27. Nov. 2009                                                | Diese Straße ist Teil eines Straßennetzes, das für ein neues Bebauungsfeld projektiert wurde. Sie geht vom westlichen Ende der Ludwig-Prandtl-Straße südwärts ab, quert nach ca. 400 Metern die Berliner Stadtgrenze und führt im brandenburgischen Landkreis Dahme-Spreewald als Fußweg noch rund 200 Meter weiter (Projektbezeichnung „Planstraße West“). | Berlin-Bohnsdorf Gebrüder-Hirth-Straße |
| Gehrenweg (Lage)                                 | 1060                              | Gehren, abgeleitet von Gehrung; bezeichnete keilförmige Flurstücke in Bohnsdorf („Gehren zum Zweyten Felde“, die keilförmig zu den „Hufen zum Zweyten Felde“ lagen)                                      | 8. März 1935                                                 | Der Gehrenweg entstand durch Zusammenlegung der Straße 967 und der Teltower Straße, die beide um 1910 angelegt worden waren. Er verbindet den Siebweg (Nord) mit der Waldstraße (Süd). | Berlin-Bohnsdorf Gehrenweg |
| Glienicker Straße (Lage)                         | 0330                              | Glienicke, Richtung | um 1920                                                      | Bereits vor dem 19. Jahrhundert bestand zum Nachbarort die als Glienicker Weg (seltener auch Glienicker Chaussee) bezeichnete Verbindung. Im Zusammenhang mit der Erschließung von weiterem Bauland im 21. Jahrhundert und der Überprüfung des vorhandenen Straßennetzes erfolgte im Jahr 2000 die Einbeziehung eines Abschnitts vom Weidenweg (zwischen Bundesstraße 96a und Glienicker Straße) in die Glienicker Straße. | Berlin-Bohnsdorf Glienicker Straße · Berlin-Bohnsdorf Glienicker Straße                                                                                         |
| Goethestraße (Lage)                              | 0230                              | Johann Wolfgang von Goethe (1749–1832), Dichter | um 1920                                                      | Der Verkehrsweg verbindet den Straßenzug Amorstraße–Grünauer Straße mit der Fließstraße. | Berlin-Bohnsdorf Goethestraße |
| Grabenstraße (Lage)                              | 0470                              | Graben, hier bezogen auf den Plumpengraben | 1931                                                         | In den 1930er Jahren war eine Grabenstraße im südöstlichen Teil Bohnsdorfs „projektiert“, die von der Wiesenstraße abgehen sollte (östlich der Birkenstraße/des Birkenwegs). Die heutige Grabenstraße gehörte bis 1938 noch zu Grünau. Sie führt von der Gründerstraße (Nord) bis zum Kablower Weg (Südost). | Berlin-Bohnsdorf Grabenstraße |
| Grottewitzstraße (Lage)                          | 0610                              | Curt Grottewitz (1866–1905), Schriftsteller | 16. Jan. 1925                                                | Bei der Anlage des Straßensystems um 1908 erhielt der Verkehrsweg die Bezeichnung Straße 1. An der Grottewitzstraße befindet sich das Krankenhaus Hedwigshöhe, entstanden aus einer Privatvilla und einem Erholungs- und Genesungsheim für Katholiken (noch 1938 im Adressbuch so bezeichnet). | Grottewitzstraße mit Blick auf das Krankenhaus ,Hedwigshöhe’ · Berlin-Bohnsdorf Grottewitzstraße                                                                |
| Grünauer Straße (Lage)                           | 0210 (im Ortsteil, ohne Ostseite) | Grünau, Richtung zum benachbarten Ortsteil | vor 1920                                                     | Sie verläuft zwischen Neptunstraße (Nord) und Amorstraße (Südost) ganz am östlichen Rand von Bohnsdorf. | Berlin-Bohnsdorf Grünauer Straße |
| Grünbergallee (Lage)                             | 0510 (im Ortsteil)                | Alfred Grünberg (1901–1942), Widerstandskämpfer gegen die Nazi-Herrschaft | 20. Apr. 1948                                                | Die Straße wurde frühestens 1895 und spätestens 1900 als Neutrassierung angelegt, blieb bis 1925 ohne Bebauung und hieß von 1925 bis 1948 Schönefelder Straße. Sie verkürzte den Weg nach Schönefeld, da der alte Weg von Bohnsdorf nach Schönefeld, bereits im 18. Jahrhundert Schönefelder Weg genannt, etwa 300 Meter nördlich von Bohnsdorf begann. Das östliche Ende der neuen Straße war hingegen die direkte Verlängerung des Dorfplatzes. Im Westen reichte die Straße zur Bohnsdorfer Chaussee, die weiter in Richtung Schönefeld führte. Die Endpunkte der Straße sind unverändert geblieben. Ab 1940 querte der Güteraußenring die Straße, später wurde der Bahnhof Grünbergallee mit einem Bahnübergang eingerichtet. Beim Bau der Straße Am Seegraben 1961 wurde die Straße jedoch an genau dieser Stelle unterbrochen. Die Bahnlinie wurde ausgebaut, der Bahnübergang durch eine Überführung für Fußgänger ersetzt und 1962 der S-Bahnhof Grünbergallee in Betrieb genommen. Nur der östliche Teil vom Dorfplatz (Ost) bis Am Seegraben liegt in Bohnsdorf. Zu ihm gehören die Hausnummern 1–101 und 270–328. Der westliche Teil der Straße liegt in Altglienicke (Nummern 102–269), wie auch der S-Bahnhof. Im Jahr 2011 wurde durch den Bau eines Gewerbegebietes die Verkehrsführung geändert und die Straße erhielt einen westlichen zweiten Ausgang zur B 96a. | Berlin-Bohnsdorf Grünbergallee · Berlin-Bohnsdorf Grünbergallee                                                                                                 |
| Gründerstraße (Lage)                             | 0770 (im Ortsteil)                | Gründer, Erstsiedler des Ortes (wahrscheinlichste Namensherkunft) | um 1920                                                      | Ihr Verlauf und ihre Abschnitte wurden seit der Benennung um 1920 mehrfach verändert. Aktuell verbindet sie die Grabenstraße (Süd) nordwestwärts mit der Richterstraße (Nord, Nähe S-Bahnhof Grünau). Die Hausnummern 11 und 13 am nordwestlichen Straßenabschnitt gehören zum Ortsteil Grünau. In der Gründerstraße 49 befindet sich ein Ansprechpartner für den Treptower Schwimmverein Berlin e. V. | Berlin-Bohnsdorf Gründerstraße |
| Grünfinkenweg (Lage)                             | 0340                              | Grünfink, einheimischer Singvogel | 1. Okt. 1996                                                 | Bei seiner Anlage war der Weg die Straße 992. Bei der Suche nach einem Eigennamen war Fanny-Zobel-Straße in der Planung. Dieser Name war jedoch gerade einem Straßenzug in Alt-Treptow verliehen worden. Die stattdessen gewählte Bezeichnung passt sich den benachbarten nach Vögeln benannten Straßen gut an. Der Grünfinkenweg verbindet die Schulzendorfer Straße (West) im leichten Bogen mit der Joachimstraße (Ost). | Berlin-Bohnsdorf Grünfinkenweg |
| Habichtstraße (Lage)                             | 0380                              | Habicht, einheimischer Greifvogel | 1920                                                         | Sie verbindet die Waltersdorfer Straße (West; B 179) mit der Eichbuschstraße. (Ost) | Berlin-Bohnsdorf Habichtstraße |
| Heidelbeerweg (Lage)                             | 0100                              | Heidelbeere, Waldfrucht, anderer Name für Blaubeere | 20. Juni 2001                                                | Er verbindet die Johannes-Tobei-Straße (Nord) mit der Grottewitzstraße (Süd). | Berlin-Bohnsdorf Heidelbeerweg |
| Höhensteig (Lage)                                | 0150                              | Höhe, Anhöhe der Falkenberge | 4. Apr. 1934                                                 | Der Steig ist die östliche Fortsetzung der Johannes-Tobei-Straße. Er endet in einer Wendeschleife nahe dem Krankenhaus Hedwigshöhe. Bei seiner Anlage um 1915 hieß der auf die Anhöhe führende Pfad Straße 6, ab 1925 Hasencleverstraße. | Berlin-Bohnsdorf Höhensteig · Berlin-Bohnsdorf Höhensteig Krankenhaus Hedwigshöhe                                                                               |
| Hüttendorfer Weg (Lage)                          | 0170                              | Hüttendorf, deutscher Name von Huttendorf, Ort im Elsass in Frankreich | 12. Feb. 1935                                                | Er geht von der Buntzelstraße in nordwestliche Richtung ab und mündet am Kreuzungspunkt Bohnsdorfer Kirchsteig, Kirchsteig und Theodor-Körner-Straße. Der Weg hieß zuerst Richard-Wagner-Straße. Seine Umbenennung ist auf das Mehrfachvorkommen dieses Straßennamens in Berlin zurückzuführen. | Berlin-Bohnsdorf Hüttendorfer Weg · Berlin-Bohnsdorf Hüttendorfer Weg                                                                                           |
| Hufenweg (Lage)                                  | 0400                              | Hufen, historisches Feldmaß, nach denen der Besitz von Bauern bewertet wurde; der Weg entlang | 8. Aug. 1935                                                 | Der Hufenweg geht von der Grünbergallee/Dorfplatz südwärts ab und mündet auf die Kleine Lindenstraße. In den Adressbüchern der 1920er Jahre ist er auf den enthaltenen Karten dargestellt, anfangs namenlos, vor seiner offiziellen Benennung als Dorfstraße bezeichnet. Seine nach Norden weiterführende Trasse hieß dagegen bereits im 19. Jahrhundert Glienicker Straße. Am Hufenweg liegt der Bauhof vom Tiefbauamt des Bezirks Treptow-Köpenick. | Berlin-Bohnsdorf Hufenweg |
| Hundsfelder Straße (Lage)                        | 0370                              | Hundsfeld, Stadtbezirk von Breslau; heute Stadtbezirk Psie Pole von Wrocław in Polen | 16. Aug. 1928                                                | Zuerst hieß der Verkehrsweg Straße 965. Da er bei der Namensgebung noch nicht bebaut war, stand in den Adressbüchern noch bis 1935 („projektiert“). Am 5. April 1934 wurde die vorherige Lange Straße in die Hundsfelder Straße eingegliedert. Über die Mittelpromenade der Hundsfelder Straße führte bis zur Stilllegung 1959 die Trasse der Henschelbahn. | Hundsfelder Straße |
| Jägerstraße (Lage)                               | 0250                              | Jäger, Person, die Wildtiere erlegt aber auch die Hege wahrnimmt | um 1920                                                      | Der Straßenname nimmt Bezug auf die Nutzer des südlich von Bohnsdorf gelegenen Wald- und Jagdreviers. Die Straße verläuft von der Parchwitzer Straße zur Lindenstraße in Nord-Süd-Richtung. | Berlin-Bohnsdorf Jägerstraße |
| Jahnstraße (Lage)                                | 0290                              | Friedrich Ludwig Jahn (1778–1852), Pädagoge, Turnlehrer | um 1920                                                      | Die Jahnstraße geht von der Schulzendorfer Straße nach Nordosten ab und mündet auf die Straße Am Plumpengraben. | Berlin-Bohnsdorf Jahnstraße |
| Joachimstraße (Lage)                             | 0730                              | Joachim II. (1505–1571) oder Joachim Friedrich (1546–1608), Kurfürst von Brandenburg | um 1920                                                      | Als Namensgeber gilt auch nur der männliche Vorname Joachim, wahrscheinlicher sind jedoch Kurfürst Joachim, der häufig in Grünau und Umgebung zwischen Königs Wusterhausen und Alt-Berlin unterwegs war, oder Kurfürst Joachim Friedrich, der im Jahre 1608 im damals so genannten Bohnsdorfischen Busch nach einem Schlaganfall verstorben war, zu dessen Gedenken eine Grabkapelle nach Entwurf von August Stüler im Grünauer Forst errichtet wurde (wahrscheinlich 1942 bei der Erweiterung des Bahngeländes am Bahnhof Grünau abgerissen). Die Straße verbindet den Binswangersteig (West) mit dem Grünfinkenweg (Ostnordost). | Berlin-Bohnsdorf Joachimstraße |
| Johannes-Tobei-Straße (Lage)                     | 0500                              | Johannes Tobei (1930–1997), Theologe, Generalvikar für Berlin | 23. Juli 2002                                                | Die Straße verläuft zwischen Paradiesstraße (West) und dem Mohnblütenweg/Zur Gartenstadt (Ost). Sie erschließt ein neues Wohngebiet im Nordwesten von Bohnsdorf. Die Namensvergabe ehrt Tobeis Engagement für die Katholiken in Berlin, der fünf Jahre zuvor verstorben war. | Berlin-Bohnsdorf Johannes-Tobei-Straße |
| Kablower Weg (Lage)                              | 1130 (im Ortsteil)                | Kablow, Stadtteil von Königs Wusterhausen in Brandenburg | 24. Aug. 1936                                                | Bei seiner Anlage um 1920 war der heutige Weg ein Teil der Nordstraße und gehörte komplett zu Grünau (Verwaltungsbezirk Cöpenick). Dieser wurde zusammen mit einem Abschnitt der Gründerstraße 1936 neu benannt und 1938 nach Bohnsdorf eingegliedert. Die Hausnummern 1–89 liegen im Ortsteil Berlin-Bohnsdorf, wo der Kablower Weg in Nordwest-Südost-Richtung verläuft. An seinem südlichen Ende knickt er nach Nordosten ab und führt unter dem Bahndamm hindurch bis an das Adlergestell heran. Hier sind zwei Parzellennummern zu Grünau gehörend. | Berlin-Bohnsdorf Kablower Weg |
| Karlstraße (Lage)                                | 0100                              | Friedrich Karl Alexander, Prinz von Preußen (1801–1883) | um 1920                                                      | Als Namensgeber gilt auch nur der männliche Vorname Karl. Die Bezugnahme auf Prinz Karl ist aber auch hier (wie bei der Joachimstraße) wahrscheinlicher. Die Karlstraße verbindet die Joachimstraße (Nordnordwest) mit der Dahmestraße (Süd). | Berlin-Bohnsdorf Karlstraße |
| Kirchsteig (Lage)                                | 0180                              | Kirche}}Dorfkirche Bohnsdorf, Weg vom Bahnhof der Eisenbahn zum Dorfmittelpunkt | 1930                                                         | Er war seit langer Zeit ein unbenannter Fußweg am Hang der Falkenberge entlang zwischen dem Dorfplatz und dem Bahnhof Grünau. In einer Karte aus dem Jahr 1900 ist er als Küstersteig eingetragen, 1907 als Kirchensteig. In seiner jetzigen Führung besteht er aus zwei nicht zusammenhängenden Teilen, der eine geht von der Paradiesstraße nordostwärts ab und endet an der Grottewitzstraße. Unbenannt führte er als Fußweg bis zur Bruno-Taut-Straße. Durch die Neubebauung im Bereich Johannes-Tobei-Straße ist dieser Weg aber entfallen. Der zweite Teil ist ein Reststück in Fortsetzung der Richterstraße von Am Falkenberg ab. Dieser Abschnitt ist eine Sackgasse und endet an der KGA ,Falkenberge’. | Berlin-Bohnsdorf Kirchsteig an der Grottewitzstraße · Berlin-Bohnsdorf Kirchsteig Sportplatz Buntzelberg                                                        |
| Kleine Lindenstraße (Lage)                       | 0760                              | Linden, Laubbäume | 1. März 2001                                                 | Die Lindenstraße wurde durch den Autobahnbau 1962 unterbrochen und der verbliebene Teil deshalb neu benannt. Die Kleine Lindenstraße führt vom Hufenweg (West) bis zur Fliegenpilzstraße (Ost). | Berlin-Bohnsdorf Kleine Lindenstraße |
| Kleine Spechtstraße (Lage)                       | 0300                              | Specht, einheimische Waldvogelart | 1. März 2001                                                 | Die Spechtstraße wurde durch den Autobahnbau 1962 unterbrochen und der verbliebene Teil deshalb neu benannt. Die Kleine Spechtstraße führt von der Perlpilzstraße (West) bis zur Boviststraße (Ost). | Berlin-Bohnsdorf Kleine Spechtstraße |
| Kleine Waldstraße (Lage)                         | 0440                              | Wald, größere Baumgruppe | 1. März 2001                                                 | Die Waldstraße wurde durch den Autobahnbau 1962 unterbrochen und der verbliebene Teil deshalb neu benannt. Sie bildet am westlichen Ende einen abgeknickten Arm aus (Parzellen Nummern 326/328), der in Nord-Süd-Richtung verläuft. | Berlin-Bohnsdorf Kleine Waldstraße |
| Kletterrosenweg (Lage)                           | 0100                              | Kletterrosen, an Spalieren rankende Rosen | 20. Juni 2001                                                | Der Weg liegt im neu erschlossenen Baufeld zwischen Am Seegraben und der A 117. Er geht nordwärts von der Johannes-Tobei-Straße ab und führt bis zum „Grünzug am Falkenberg“. | Berlin-Bohnsdorf Kletterrosenweg |
| Kranichstraße (Lage)                             | 0360                              | Kranich, mitteleuropäischer Zugvogel | vor 1920                                                     | Sie ist ein Nord-Süd-Straßenzug zwischen Habichtstraße und Parchwitzer Straße. | Berlin-Bohnsdorf Kranichstraße |
| Krumme Straße (Lage)                             | 0350                              | Form der Straßenführung | um 1920                                                      | Sie verläuft leicht gekrümmt zwischen Auraser Weg und Waltersdorfer Straße in West-Ost-Richtung. Auf dem heutigen Straßenland befand sich in den Jahren nach 1900 an der Waltersdorfer Straße eine chemische Fabrik, die damals das einzige Gebäude in weitem Umkreis war. | Berlin-Bohnsdorf Krumme Straße |
| Leschnitzer Straße (Lage)                        | 0300                              | Leschnitz, Stadt in Oberschlesien, Polen, polnisch Lesnica | 16. Aug. 1928                                                | Bei der Erstanlage hieß der Verkehrsweg Straße 578. Vor der jetzigen Namensgebung erhielt er die Bezeichnung Neue Straße und Verlängerte Neue Straße. Er verläuft zwischen Dahmestraße (Nord) und Siebweg (Süd). | Berlin-Bohnsdorf Leschnitzer Straße |
| Lessingstraße (Lage)                             | 0210                              | Gotthold Ephraim Lessing (1729–1781), Dichter | um 1920                                                      | Die Lessingstraße verbindet die Amorstraße mit der Fließstraße. Sie verläuft parallel zum Ostufer des Plumpengrabens. | Berlin-Bohnsdorf Lessingstraße |
| Lindenblütenstraße (Lage)                        | 0 200                             | Lindenblüte, Blüte des Lindenbaumes | 20. Juni 2001                                                | Die Straße geht von Am Gartenstadtring südwärts, nach der Kreuzung mit dem Mandelblütenweg endet sie nach rund 110 Metern als Sackgasse. | Berlin-Bohnsdorf Lindenblütensteraße |
| Lindenstraße (Lage)                              | 1130                              | Linden, Laubbäume | um 1913                                                      | Der Ost-West-Straßenzug reicht von der östlichen Böschung der A 113 bis zum Teichhuhnsteig. Kurz nach ihrer Trassierung und Benennung (um 1925) führte sie von der Waltersdorfer Straße (West) bis zur Heidestraße (heute: Teichhuhnsteig). Im Dezember 1956 kam die Straße 984 als Verlängerung nach Westen hinzu. Mit dem Bau des Autobahnzubringers 1962 wurde die Straße wieder verkürzt, der abgetrennte westliche Abschnitt erhielt 2001 die Bezeichnung Kleine Lindenstraße. | Berlin-Bohnsdorf Lindenstraße |
| Ludwig-Prandtl-Straße (Lage)                     | 0 920                             | Ludwig Prandtl (1875–1953), Physiker; Mitbegründer der Strömungslehre | 27. Nov. 2009                                                | Die Straße (Projektname „Planstraße Nord“) liegt in einem neuen Bebauungsfeld im Westen von Bohnsdorf. Sie verläuft von der Gebrüder-Hirth-Straße (West) bis zur Rita-Maiburg-Straße (Ostnordost). | Berlin-Bohnsdorf Ludwig-Prandtl-Straße |
| Mandelblütenweg (Lage)                           | 0 170                             | Mandelblüte, Blüte des Mandelbaumes | 20. Juni 2001                                                | Der Mandelblütenweg beginnt Am Gartenstadtweg in südliche Richtung. Nach einem Knick führt er auf den Lindenblütenweg (Ost). | Berlin-Bohnsdorf Mandelblütenweg |
| Melitta-Schiller-Straße (Lage)                   | 0 570                             | Melitta Schiller (1903–1945), Ingenieurin und Fliegerin | 27. Nov. 2009                                                | Die Straße (Projektname „Planstraße Mitte“) liegt in einem neuen Bebauungsfeld im Westen von Bohnsdorf. Sie verläuft von der Ludwig-Prandtl-Straße (Nord) bis zur Berliner Stadtgrenze (Süd) über „Die Hufen im Seefelde“. Eine Fortführung nach Brandenburg ist projektiert. | Berlin-Bohnsdorf Melitta-Schiller-Straße |
| Merkurstraße (Lage)                              | 0 340                             | Merkur, griechisch-römischer Gott der Händler und der Diebe | vor 1920                                                     | Sie verbindet die Eichbuschstraße (West) mit der Schillerstraße (Ost). | Berlin-Bohnsdorf Merkurstraße |
| Mettkauer Weg (Lage)                             | 0 160                             | Mettkau, Stadt in Niederschlesien, heute Mietków in Polen | 3. Dez. 1937                                                 | Laut Bebauungsplan hieß der Verkehrsweg zuerst Straße 971 beziehungsweise Siedlerweg III, gelegentlich auch Siedlungsweg III (1932). Er verbindet die Krumme Straße (Nord) mit dem Siebweg (Süd). | Berlin-Bohnsdorf Mettkauer Weg |
| Mohnblütenweg (Lage)                             | 0 100                             | Mohnblüte, Blüte des Mohns | 20. Juni 2001                                                | Der Mohnblütenweg geht vom Höhensteig nordwärts ab und führt auf den „Grünzug Am Falkenberg“ zu. Er wird als Parkplatz für das nahegelegene Krankenhaus Hedwigshöhe benutzt. | Berlin-Bohnsdorf Mohnblütenweg |
| Mühlenweg (*) (Lage)                             | 0 270                             | Bockwindmühle, zur Erinnerung an die Historie | zwischen 1984 und 1987                                       | Die Straße mit dem amtlich (noch) nicht verzeichneten Namen verläuft in Nord-Süd-Richtung zwischen dem Nordast der Glienicker Straße und der Grünbergallee. Auf einem Stadtplan von 1894 ist zwischen Rudow und Bohnsdorf die namensgebende „Adler-M(ühle)“ eingetragen. Die Straße wurde mit dem Ausbau des Ortsteils in die Glienicker Straße einbezogen. 1983 baute man die Mühle ab. Die Nummerierung der Straße nach dem Bebauungsplan war Straße 934. Der Weg ist immer noch mit seinem grünen Schild als Gartenweg ausgewiesen, jedoch sind an der Grünbergallee Beschilderungen aufgestellt, die die anliegenden Grundstücke des Wegs als der Grünbergallee zuordnen. | Berlin-Bohnsdorf Mühlenweg |
| Neptunstraße (Lage)                              | 0320                              | Neptun, griechisch-römischer Gott des Wassers | um 1914                                                      | Sie verläuft zwischen Schulzendorfer Straße und Grünauer Straße in Südwest-Nordost-Richtung. | Berlin-Bohnsdorf Neptunstraße |
| Paradiesstraße (Lage)                            | 1100                              | „Paradies“, Name der Baugenossenschaft | 1904                                                         | Die Straße wurde zur Erschließung des Baugeländes der Arbeiterbaugenossenschaft „Paradies“ angelegt. Zuerst verlief sie zwischen Bahnhofstraße und Siebweg und umfasste 32 Parzellen. 1935 kamen die Straße 985 und Straße 954 sowie 1964 die Straße 101 zur Paradiesstraße hinzu. Nachdem im Jahr 2000 ein weiterer Abschnitt eingegliedert wurde, verläuft sie nunmehr einerseits in Nord-Süd-Richtung von Am Seegraben bis Parchwitzer Straße und andererseits besitzt sie einen kurzen Querarm nach Westen, gegenüber der Johannes-Tobei-Straße, wo sich der Gewerbepark Falkenbergpark befindet. Insgesamt gehören 291 Hausnummern zur Paradiesstraße. | Berlin-Bohnsdorf Paradiesstraße · Berlin-Bohnsdorf Paradiesstraße Imbiss · Berlin-Bohnsdorf Paradiesstraße Falkenbergpark                                       |
| Parchauer Weg (Lage)                             | 0230                              | Parchau, Ort in Niederschlesien, heute: Parchów in Polen | 29. Jan. 1937                                                | Der Weg hieß bei seiner Anlage Straße 961. Er verbindet die Spechtstraße (Nord) mit der Waldstraße (Süd) und verläuft östlich parallel zur Bundesautobahn A 117. | Berlin-Bohnsdorf Parchauer Weg |
| Parchwitzer Straße (Lage)                        | 2560                              | Parchwitz, Ort in Niederschlesien, heute: Prochowice in Polen | 23. Nov. 1933                                                | Die Straße wurde bei ihrer Neubenennung aus Hubertusstraße, Straße 955 und Friedenstraße zusammengelegt. Sie verbindet die Buntzelstraße (Nordwest) über die Waltersdorfer und Schulzendorfer Straße hinweg mit dem Birkenweg (Ost). Am 22. Oktober 2001 wurde der an der Kurve südwärts abgehende Abschnitt der Straße 957 bis an die Autobahn in die Parchwitzer Straße einbezogen. | Berlin-Bohnsdorf Parchwitzer Straße |
| Perlpilzstraße (Lage)                            | 0470                              | Perlpilz, edler Speisepilz | 3. Jan. 2001                                                 | Laut Bebauungsplan waren dies zuvor die Straße 956 und Straße 956a. Die Perlpilzstraße verbindet die Kleine Lindenstraße (Nord) über die Kleine Spechtstraße hinweg mit der Kleinen Waldstraße (Süd). Der Teil der ehemaligen Straße 956a bildet einen nordwestwärts abgehenden Erschließungsast (Hausnummern 320–320c), der an der Champignonstraße endet. | Berlin-Bohnsdorf Perlpilzstraße |
| Pitschener Straße (Lage)                         | 0150                              | Pitschen, Stadt in Oberschlesien, heute Byczyna in Polen | 16. Aug. 1928                                                | Laut Bebauungsplan hieß sie zuerst Straße 980. Vor der Vergabe des jetzigen Namens trug sie kurzzeitig den Namen Seitenstraße. Der Verkehrsweg verbindet im leichten Nordbogen verlaufend die Leschnitzer Straße (West) mit der Hundsfelder Straße (Ost). | Berlin-Bohnsdorf Pitschener Straße |
| Polkwitzer Straße (Lage)                         | 0260                              | Polkwitz, Stadt in Niederschlesien, heute Polkowice in Polen | 16. Aug. 1928                                                | Die Polkwitzer Straße wurde angelegt als Straße 981. Vor der jetzigen Namensgebung erhielt sie die Bezeichnung Mittelstraße. Sie verbindet die Paradiesstraße (West) mit der Leschnitzer Straße (Ost). | Berlin-Bohnsdorf Polkwitzer Straße |
| Prieborner Straße (Lage)                         | 1100                              | Prieborn, Stadt in Niederschlesien, heute Przeworno in Polen | 8. Aug. 1935                                                 | Zuerst hieß sie laut Bebauungsplan Straße 968. Sie verbindet den Siebweg (Nord) mit der Waldstraße (Süd). | Berlin-Bohnsdorf Prieborner Straße |
| Quaritzer Straße (Lage)                          | 0190                              | Quaritz, Ort in Niederschlesien, heute Gaworzyce in Polen | 16. Aug. 1928                                                | Der Verkehrsweg erhielt bei seiner Anlage um 1920 die offizielle Bezeichnung Privatstraße. Die Quaritzer Straße geht von der Paradiesstraße westwärts ab, nach einem Knick Richtung Süden führt sie auf den Siebweg. | Berlin-Bohnsdorf Quaritzer Straße |
| Reihersteg (Lage)                                | 0500                              | Reiher, einheimischer Wasservogel | 1920                                                         | Er verbindet die Adlerstraße (Nord) mit der Parchwitzer Straße (Süd). Anfangs endete er südlich an der Stromstraße (laut Adressbuch 1922). | Berlin-Bohnsdorf Reihersteig |
| Richterstraße (Lage)                             | 0310 (im Ortsteil)                | Ferdinand Gustav Richter (1843–1918), Grundbesitzer und Kommunalpolitiker in Köpenick | 1904                                                         | Die Parzellen (1–10) gehören zum Ortsteil, die Nummern 11, 12, und 13 liegen in Grünau. Die Straße wurde auf dem Grundbesitz von Richter angelegt. Die Richterstraße verläuft vom Bahnhof Berlin-Grünau (Einmündung der Wassersportallee; Nordost) bis Am Falkenberg (Westsüdwest). | Berlin-Bohnsdorf Richterstraße · Berlin-Bohnsdorf Richterstraße                                                                                                 |
| Ringelblumenweg (Lage) geplante Straße           | 0100                              | Ringelblume, Blume aus der Familie der Korbblütler | 20. Juni 2001                                                | Der geplante Weg geht nordwärts von der Johannes-Tobei-Straße ab und führt auf den „Grünzug am Falkenberg“. Er ist Bestandteil eines neuen Siedlungsgebietes in der Gartenstadt Falkenberg. | Bild gesucht BW |
| Ringweg (*) (Lage)                               | 0200                              | Ring, Führung des Weges | vor 2008                                                     | Der Ringweg westlich des Dorfkerns geht von der Südfahrbahn der B 96a nach Bohnsdorf (eine Straße vor der Grünbergallee) ab. Entsprechend seinem Namen führt der Ringweg nordwärts wieder auf die Grünbergallee. Er erschließt ein ehemaliges Laubenkoloniegelände. Westlich davon befindet sich ein riesiger Kundenparkplatz eines Baumarktes. Der Weg ist immer noch mit seinem grünen Schild als Gartenweg ausgewiesen, jedoch sind an der Grünbergallee Beschilderungen aufgestellt, die die anliegenden Grundstücke des Wegs als der Grünbergallee zuordnen. | Berlin-Bohnsdorf Ringweg |
| Rita-Maiburg-Straße (Lage) geplante Straße       | 1140                              | Rita Maiburg (1952–1977), 1976 weltweit erste Pilotin im Linienflugdienst | 27. Nov. 2009                                                | Die Straße (Projektname „Planstraße Ost“) liegt in einem neuen Bebauungsfeld der Gartenstadt Falkenberg im Westen von Bohnsdorf. Sie verläuft von der Ludwig-Prandtl-Straße (Nord) bis zur Berliner Stadtgrenze (Süd). | Bild gesucht BW |
| Rosenrotweg (Lage)                               | 0100                              | Rosenrot, eine Titelfigur des Grimmschen Märchens Schneeweißchen und Rosenrot | 20. Juni 2001                                                | Er verbindet die Johannes-Tobei-Straße (Nord) mit der Grottewitzstraße (Süd). Nordwärts bildet der Weg eine Sackgasse. Er befindet sich in einem erschlossenen Baufeld zur Erweiterung der Gartenstadt Falkenberg. | Berlin-Bohnsdorf Rosenrotweg |
| Rosenweg (*) (Lage)                              | 0360                              | Rosen, Blume wegen ihrer Schönheit | nach 2008                                                    | Diese nicht gewidmete Straße westlich des Dorfkerns umschließt mit ihrer Anschlussstraße ein Eigenheimsiedlungsgebiet. Sie liegt von der Grünbergallee nordwärts und erschließt die Grundstücke an der Ortsteilgrenze. Am Nordende folgt ein spitzer Knick in den Feldweg, der wieder südwärts auf die Grünbergallee zurückführt. Die Nummerierung nach Bebauungsplan war Straße 932. Der Weg ist immer noch mit seinem grünen Schild als Gartenweg ausgewiesen, jedoch sind an der Grünbergallee Beschilderungen aufgestellt, die die anliegenden Grundstücke des Wegs als der Grünbergallee zuordnen. | Berlin-Bohnsdorf Rosenweg |
| Sandbacher Platz (Lage)                          | 0040 × 40                         | vermutlich Sandbach | 9. Sep. 1931                                                 | Der Platz hieß um 1920 zuerst Heideplatz und Heidestraße. Er liegt zwischen Sandbacher Weg (Nord) und Lindenstraße (Süd). | Bild gesucht BW |
| Sandbacher Weg (Lage)                            | 1640                              | vermutlich Sandbach | 9. Sep. 1931                                                 | Der Weg ist aus der Zusammenlegung eines Abschnitts der Karolinenhofer Straße und der Dianastraße neu entstanden. Er verläuft in West-Ost-Richtung vom Gehrenweg zu den Wiesen am Plumpengraben. Sein ursprünglicher Verlauf (Stand: 1935) war von der Teltower Straße/Waltersdorfer Straße über Florastraße, Jägerstraße, Sandbacherplatz (Teichhuhnsteig), Eichbuschweg, Schulzendorfer Straße bis Birkenweg (Gemarkung Grünau). | Berlin-Bohnsdorf Sandbacher Weg |
| Sandowitzer Platz (Lage)                         | 0090 × 80                         | Sandowitz, Ort in Oberschlesien, heute Żędowice in Polen | 16. Aug. 1928                                                | Der Stadtplatz liegt nördlich des Siebwegs und wird östlich von der Leschnitzer Straße, westlich von der Hundsfelder Straße begrenzt. Laut Bebauungsplan bezeichnete man ihn zuvor als Freifläche 978. Seine Fläche dient als Rückhaltebecken für Grund- und Regenwasser im Ort. Auf der Seite östlich der Hundsfelder Straße befindet sich ein Spielplatz. | Berlin-Bohnsdorf Sandowitzer Platz |
| Sausenberger Straße (Lage)                       | 0560                              | Sausenberg, Ort in Oberschlesien, Polen, polnisch Szumirad | 16. Aug. 1928                                                | Zuerst hieß der Verkehrsweg Schulstraße. In den 1940er Jahren kam ein Abschnitt der Straße 952 hinzu. Die Sausenberger Straße verläuft zwischen Parchwitzer Straße (Süd) und Buntzelstraße (Nord). An den Parzellen 43/45 besitzt sie einen kurzen östlichen Erschließungsast. | Berlin-Bohnsdorf Sausenberger Straße |
| Schillerstraße (Lage)                            | 0220                              | Friedrich Schiller (1759–1805), Dichter | um 1920                                                      | Sie verbindet die Amorstraße (Nord) mit der Fließstraße (Süd) und befindet sich in paralleler Lage zur Goethe- und Lessingstraße. | Berlin-Bohnsdorf Schillerstraße |
| Schirmpilzstraße (Lage)                          | 0530                              | Schirmpilz, edler Speisepilz | 3. Jan. 2001                                                 | Vor der Namensvergabe war sie laut Bebauungsplan die Straße 958. Sie verläuft zwischen Kleine Lindenstraße (Nord) und Kleine Waldstraße (Süd). In Höhe der Kleinen Spechtstraße bildet sie einen erst ostwärts dann nordwärts führenden Erschließungsast als Sackgasse. | Berlin-Bohnsdorf Schirmpilzstraße |
| Schlichtingsheimer Weg (Lage)                    | 0160                              | Schlichtingsheim, Ort in der Provinz Posen, heute Szlichtyngowa in Polen | 3. Dez. 1937                                                 | Zuerst hieß der Verkehrsweg Siedlungsweg IV (Straße 972; gelegentlich auch Siedlerweg IV). Er verläuft in Nord-Süd-Richtung zwischen Krumme Straße und Siebweg. | Berlin-Bohnsdorf Schlichtingsheimer Weg |
| Schulzendorfer Straße (Lage)                     | 1770                              | Schulzendorf, Richtung | um 1912                                                      | Sie ist ein Hauptverkehrsweg in Bohnsdorf, der nördlich an der Gabel Grottewitzstraße/Buntzelstraße/Waltersdorfer Straße beginnt und bis zur Waldstraße (Süd) verläuft. In das Umland setzt sich die Trasse namenlos als Fuß- und Radweg fort. Am Buntzelberg (Adresse Schulzendorfer Straße 112) steht die ehemalige „Alfred-Grünberg-Oberschule“, heute „Grundschule am Buntzelberg“. | Berlin-Bohnsdorf Schulzendorfer Straße · Berlin-Bohnsdorf Schulzendorfer Straße 32                                                                              |
| Siebweg (Lage)                                   | 1120                              | Sieb, Flurname eines Sumpfgebietes am Plumpengraben | 1910                                                         | Auf einer Karte „Berlin und Umgebung“ von 1894 ist als Verzweigung des Plumpengrabens in Höhe Bohnsdorf am unteren Bildrand die Bezeichnung „Das Sieb“ eingetragen und verweist damit auf die Namensgebung für den Weg, der darauf zuführt. In den 1920er Jahren entstanden entlang dieser Straße die ersten Wohnbauten im Auftrag der Arbeiterbaugenossenschaft „Paradies“. 1923 waren die Parzellen von 1 bis 38 „Baustellen“. Der Siebweg verbindet die Parchwitzer Straße von West nach Ost geradlinig mit der Waltersdorfer Straße. | Berlin-Bohnsdorf Siebweg |
| Spechtstraße (Lage)                              | 0390                              | Specht, einheimische Waldvogelart | um 1913                                                      | Sie verläuft zwischen Parchauer Weg (West) und Waltersdorfer Straße (Ost). Beim Bau der A 113 wurde ein westlicher Abschnitt ausgegliedert und mit Kleine Spechtstraße bezeichnet. | Berlin-Bohnsdorf Spechtstraße |
| Sperberstraße (Lage)                             | 0180                              | Sperber, einheimischer Greifvogel | 1920                                                         | Sie verbindet die Habichtstraße mit der Stromstraße in Nord-Süd-Führung. | Berlin-Bohnsdorf Sperberstraße |
| Sternblütenweg (Lage)                            | 0130                              | Lavendel-Sternblüte, afrikanische Pflanzenart | 20. Juni 2001                                                | Der Weg liegt in einem neuen Bebauungsfeld im Westen von Bohnsdorf und ist für Autos befahrbar vom Mandelblütenweg als Sackgasse in ein Wohngebiet. Danach verläuft er ohne Bebauung weiter treppenförmig als Fuß- und Radweg durch eine Grünanlage bis zur Paradiesstraße. | Berlin-Bohnsdorf Sternblütenweg |
| Stromstraße (Lage)                               | 0520                              | Strom, nach der Richtung zum Plumpengraben | vor 1920                                                     | Die Stromstraße geht ostwärts von der Waltersdorfer Straße ab und endet an der Eichbuschstraße. Ihre östliche Fortsetzung ist die Bachstraße. | Berlin-Bohnsdorf Stromstraße |
| Teichhuhnsteig (Lage)                            | 0160                              | Teichhuhn, einheimischer Wasservogel | 9. Sep. 1931                                                 | Der südliche Abschnitt des Steigs hieß ab ca. 1910 zuerst Heidestraße. Er verbindet den Sandbacher Weg (Nord) mit der Waldstraße. | Berlin-Bohnsdorf Teichhuhnsteig |
| Theodor-Körner-Straße (Lage)                     | 0360 (im Ortsteil)                | Theodor Körner (1791–1813), Schriftsteller | um 1920                                                      | Der ursprüngliche Verlauf in Bohnsdorf war zwischen Wilhelm-Busch-Straße und Richard-Wagner-Straße. Zwei Eigentümer und einige Baustellen sind ausgewiesen. Im 21. Jahrhundert verläuft die Straße zwischen dem Kirchsteig/Hüttendorfer Weg (West) und Zur Gartenstadt (Ost). | Berlin-Bohnsdorf Theodor-Körner-Straße |
| Vergissmeinnichtweg (Lage)                       | 0100                              | Vergissmeinnicht, einheimische Frühjahrsblume | 20. Juni 2001                                                | Er verbindet die Johannes-Tobei-Straße (Nord) mit der Grottewitzstraße (Süd). Der Weg gehört zu einem neu erschlossenen Baufeld im Westen Bohnsdorfs (Erweiterung der Gartenstadt Falkenberg). | Berlin-Bohnsdorf Vergissmeinichtweg |
| Wachtelstraße (Lage)                             | 0280                              | Wachtel, fasanenartige Hühnervogelfamilie | nach 1913                                                    | Die Straße hieß laut Bebauungsplan zuerst Straße 970. Sie verbindet die Waltersdorfer mit der Schulzendorfer Straße. Etwa in der Mitte bildet sie einen südwärtigen Erschließungsast aus. | Berlin-Bohnsdorf Wachtelstraße |
| Waldstraße (Lage)                                | 2020 (im Ortsteil)                | Wald, größere Baumgruppe | um 1906                                                      | Diese Straße bildet zusammen mit der im Jahr 2001 ausgegliederten Kleinen Waldstraße die südliche Grenze des Ortsteils und gleichzeitig die Grenze zwischen Berlin und dem Brandenburger Umland. | Berlin-Bohnsdorf Waldstraße |
| Waltersdorfer Straße (Lage)                      | 1860                              | Waltersdorf, Ortsteil der Gemeinde Schönefeld in Brandenburg, Richtung | um 1910                                                      | Die Waltersdorfer Straße ist ein Teil des historischen Weges von Grünau nach Waltersdorf. Sie verlängert den nördlichen Teil des Weges von Grünau nach Bohnsdorf (seit um 1905 Buntzelstraße) dort, wo er nach Westen abknickt, weiter in Richtung Süden. Im 19. Jahrhundert führte sie durch die Bohnsdorfer Felder am Ortskern vorbei. Von 1888 bis 1918 gab es hier eine chemische Fabrik der Firma Riedel. Hier wurden Pharmaka auf der Basis Steinkohlenteer hergestellt, unter anderem das damals weit verbreitete Phenacetin. Zu dieser Zeit soll die Straße zeitweise Riedelstraße genannt worden sein. Auf dem ehemaligen Betriebsgelände wurde um 1920 die Einmündung der „Krummen Straße“ gebaut. In den 1920er Jahren entstand ein Wohngebiet, nur auf Parzelle 52/53 befand sich 1932–1935 eine Nähmaschinenfabrik J. Müller. In der DDR wurde die Straße Teil der Fernverkehrsstraße 179 von (Ost-)Berlin nach Königs-Wusterhausen, später B 179. Seit 2008 ist sie durch den Bau der A 113 als Bundesstraße entwidmet. In der Waltersdorfer Straße 107 befindet sich die Freiwillige Feuerwehr Bohnsdorf, die 1911 gegründet wurde. | Berlin-Bohnsdorf Waltersdorfer Straße · Berlin-Bohnsdorf Waltersdorfer Straße                                                                                   |
| Weidenkätzchenweg (Lage)                         | 0100                              | Weidenkätzchen, Fruchtstand der Weide | 20. Juni 2001                                                | Der Weidenkätzchenweg liegt in einem neu erschlossenen Baufeld. Er geht südwärts von der Johannes-Tobei-Straße als Sackgasse ab. | Berlin-Bohnsdorf Weidenkätzchenweg |
| Weidenweg (*) (Lage)                             | 0360                              | Weiden, Gattung von Bäumen und Sträuchern | vor 1955 Der Weg ist noch nach dem Namen in der KGA benannt. | Der Teil westlich der Glienicker Straße besteht bereits seit dem 18. Jahrhundert. Damals hieß er Schönefelder Weg, weil er von Bohnsdorf nach Schönefeld führte. Um 1900 verlor er diese Funktion an die Grünbergallee. Damals bildete er auf ganzer Länge die Grenze von Bohnsdorf nach Altglienicke. Im Jahre 1961 wurde die Straße nach etwa 100 Metern durch den Bau der Bundesstraße 96a unterbrochen. Die B 96a wurde als neue Ortsteilgrenze festgelegt. Im weiteren Verlauf existiert der „Weidenweg“ noch heute, liegt aber vollständig im Ortsteil Altglienicke. Die ersten 100 Meter gehörten nun vollständig zu Bohnsdorf. Am 12. April 2000 wurde dieses kurze Stück in die Glienicker Straße einbezogen. Die nicht gewidmete Straße westlich des Dorfkerns liegt nördlich der Grünbergallee mit ihrer Anschlussstraße an einer Eigenheimsiedlung, führt aber nicht zum Rosenweg durch. Der Weg liegt im Winkel der Autobahnzufahrt von der Hauptstraße zur A 117 Richtung Ring und quer zum Nordende von Glienicker Straße und am Mühlen-. Noch ist der Weg mit dem grünen Schild als Gartenweg ausgeschildert, die Grundstücke wurden jedoch der Glienicker Straße zugeordnet. Entsprechend ist der Weidenweg (2013) auf der Berlin-Karte der bezirklichen Vermessungsämter als gleichnamige Querstraße der Glienicker Straße aufgeführt.                           | Bild gesucht BW |
| Wiesenstraße (Lage)                              | 0760                              | Wiese, landwirtschaftlich genutztes Grünland | um 1913                                                      | Sie verläuft von der Eichbuschallee (West) bis über die Birkenstraße hinweg auf die Wiesen vor dem Plumpengraben. | Berlin-Bohnsdorf Wiesenstraße |
| Wilhelmine-Duncker-Straße (Lage) geplante Straße | 0100                              | Wilhelmine Duncker (1850–1932), Kindergärtnerin, Mutter von Hermann Duncker | 20. Juni 2001                                                | Diese Straße in dem neuen Bebauungsfeld der Gartenstadt Falkenberg im Nordwesten von Bohnsdorf ist die nordwärtige Fortsetzung des Rosenrotwegs. Sie verbindet die Johannes-Tobei-Straße mit dem „Grünzug Am Falkenberg“. | Bild gesucht BW |
| Wohlauer Straße (Lage)                           | 0400                              | Wohlau, Ort in Niederschlesien, heute Wolów in Polen | 8. März 1935                                                 | Bei der Anlage des Straßennetzes hieß sie Straße 973. Geplant war, sie in Esplanade zu benennen. Die Wohlauer Straße verbindet den Siebweg (Nord) mit der Parchwitzer Straße (Süd). | Berlin-Bohnsdorf Wohlauer Straße |
| Zur Gartenstadt (Lage)                           | 0530                              | Gartenstadt Falkenberg | 17. Dez. 2001                                                | Der Verkehrsweg war zwischen 1931 und seiner jetzigen Benennung der südliche Teil des Gartenstadtwegs. Er führt von der Dahmestraße in nördliche Richtung zur namensgebenden Siedlung und endet am Höhensteig. | Berlin-Bohnsdorf Zur Gartenstadt |

## Ehemalige und geplante Straßen
| Name                                                               | Namensherkunft | wann benannt  | bis wann gültig              | ggf. heutiger Name                  | Anmerkungen |
| ------------------------------------------------------------------ | --- | ------------- | ---------------------------- | ----------------------------------- | --- |
| Bahnhofstraße                                                      | Bahnhof Grünau, auf den die Straße zuführte                                                                                                   | vor 1922      | 1931                         | → Buntzelstraße                     | Diese Straße verlief direkt vom Dorfkern zum nächstgelegenen Bahnhof. |
| Bergstraße                                                         | Falkenberg, regionale Anhöhe | vor 1926      | vor 1938                     | entwidmet und bebaut                | Sie führte von der Schulzendorfer bis zur Waltersdorfer Straße und war die westliche Fortsetzung der Fichtestraße. |
| Carolinenhofer Straße, ab 1929 → Karolinenhofer Straße (Abschnitt) | Karolinenhof, Ortslage im Ortsteil Berlin-Schmöckwitz; Richtung                                                                               | vor 1920      | 9. Sep. 1931 (ein Abschnitt) | → Sandbacher Weg (Abschnitt)        | Der verbliebene Abschnitt kam erst 1936 zum Sandbacher Weg. |
| Dianastraße                                                        | Diana, römische Göttin der Jagd | 1920          | 9. Sep. 1931                 | → Sandbacher Weg (Abschnitt)        | Die Wahl der Jagdgöttin für den Straßennamen erfolgte, weil sich südwärts in das Berliner Umland ein Jagdgebiet erstreckte. |
| Diepenseer Straße                                                  | Diepensee, heutiger Ortsteil der Gemeinde Schönefeld; Richtung                                                                                | vor 1920      | 14. Juli 1961                | entwidmet                           | Die Straße bildete die südliche Fortsetzung des Hufenwegs über die landwirtschaftliche Nutzfläche bis zum Berliner Stadtrand. Die dort weiterführende unbefestigte Straße heißt noch heute dafür Bohnsdorfer Weg und erschließt die „Siedlung Hubertus“. Ihre Trasse in Bohnsdorf verschwand mit dem Bau der Autobahn zum Ende der 1950er Jahre.               |
| Fichteplatz                                                        | Johann Gottlieb Fichte (1762–1814), Philosoph, Pädagoge                                                                                       | um 1920       | nach 1943                    | entwidmet                           | Er wurde begrenzt von der Schulzendorfer Straße (Nordost) und der Elsterstraße (Süd). |
| Friedenstraße                                                      | Friede von Frankfurt, mit dem 1871 der Deutsch-Französische Krieg beendet wurde                                                               | vor 1920      | 1931                         | → Parchwitzer Straße                | Sie verlief zwischen Dorfplatz und Siebweg und wurde 1931 mit der Hubertusstraße und der Straße 965 zusammengelegt. |
| Fritz-Reuter-Straße                                                | Fritz Reuter (1810–1874), Dichter | vor 1922      | 1934                         | → Binswangersteig                   | Der Verkehrsweg reichte anfangs von der Bahnhofstraße am Bahnhof Berlin-Grünau bis in den benachbarten Ortsteil Altglienicke. |
| Hasencleverstraße                                                  | Wilhelm Hasenclever (1837–1889) Publizist, Politiker (Namensgeber ist nicht gesichert)                                                        | nach 1925     | 4. Apr. 1934                 | → Höhensteig                        | Diese Straße wurde anfangs in Berlin-Altglienicke (Verwaltungsbezirk Treptow) geführt. Sie verlief zwischen Straße 50 und Buntzelstraße und umfasste zunächst vier nicht nummerierte Grundstücke. Im Jahr 1932 wurde sie offenbar verlängert, denn nun sind neun nummerierte Parzellen angegeben und die Straße verband die „Feldmark“ mit dem Gartenstadtweg. |
| Heideplatz, Heidestraße                                            | Heide, Name eines früheren Gebietes, auf dem das Straßensystem entstand.                                                                      | um 1920       | Apr. 1931                    | → Sandbacher Platz → Teichhuhnsteig | Der Heideberg (mit einer Höhe von 44 m), auf den die Straße nach Süden zuläuft, gehört zur Gemeinde Schönefeld, Ortsteil Schulzendorf. Er könnte auch als Namensgeber gedient haben. |
| Heinrich-Heine-Straße                                              | Heinrich Heine (1797–1856), Dichter | vor 1929      | 1936                         | → Bohnsdorfer Kirchsteig            | Die Straße bildete die Verlängerung des Kirchsteigs von der Theodor-Körner-Straße bis zum Beginn des Dorfplatzes Bohnsdorf. 1936 erhielt sie zunächst ihre Plannummer Straße 987 zurück. Im Folgejahr wurden die Straße 986 und Straße 987 zum Bohnsdorfer Kirchsteig zusammengefasst.                                                                         |
| Hubertusstraße                                                     | Hubertus, Heiliger; Richtung auf die gleichnamige Siedlung in der Gemarkung Schönefeld/Waltersdorf                                            | vor 1920      | 1932                         | → Parchwitzer Straße                | Als ein Abschnitt in den Sandbacher Weg eingegliedert. |
| Kurze Straße                                                       | Straßenlänge | vor 1920      | 1931                         | entwidmet und bebaut                | Die Straße verband die Hubertusstraße (Höhe Einmündung Kranichstraße) mit der Wiesenstraße. |
| Lange Straße                                                       | Straßenlänge (geplant) | 16. Aug. 1928 | 1934                         | → Hundsfelder Straße                | Die Lange Straße wurde der bereits 1928 benannten Hundsfelder Straße zugeschlagen. |
| Mittelstraße                                                       | nach der Lage in der neuen Wohnsiedlung Paradies                                                                                              | 1927          | 1929                         | → Polkwitzer Straße                 | |
| Neue Straße; Verlängerte Neue Straße                               | gerade angelegte Erschließungsstraße in der Wohnsiedlung Paradies                                                                             | 1927          | 1929                         | → Leschnitzer Straße                | |
| Richard-Wagner-Straße                                              | Richard Wagner (1813–1883), Komponist | um 1920       | 11. Feb. 1935                | → Hüttendorfer Weg                  | Die Umbenennung diente der Verringerung der vielen gleich benannten Straßen in Berlin. |
| Schleusenstraße                                                    | Schleuse, vermutlich eine kleine Wasserregulierungsanlage, die für den Plumpengraben erforderlich war                                         | um 1920       | 1941                         | entwidmet                           | Sie ging südwärts von der Fließstraße ab und wies keinerlei Bebauung auf. |
| Schönefelder Straße                                                | Schönefeld, Nachbargemeinde von Bohnsdorf; Richtung                                                                                           | vor 1920      | 20. Apr. 1948                | → Grünbergallee                     | Ihr Verlauf wurde (1922) zwischen Dorfplatz und Glienicker Straße angegeben; 1933 gab es hier noch keine Bebauung. |
| Schulstraße                                                        | Gemeindeschule von Bohnsdorf; Richtung | 1927          | 1929                         | → Sausenberger Straße               | Bei der Erstaufnahme im Adressbuch 1928 führte sie von der Bahnhofstraße bis Neue Straße. |
| Seitenstraße                                                       | Lage in der neuen Siedlung Paradies | 1927          | 1929                         | → Pitschener Straße                 | |
| Straße des NAW                                                     | Nationales Aufbauwerk (NAW), eine 1951 gegründete staatliche Organisation, die alle Bürger zu freiwilliger Aufbauhilfe in der DDR aktivierte. | 16. Juni 1960 | 31. Dez. 1991                | → Am Plumpengraben                  | Mit der Namensgebung der vorherigen Nummernstraße wurden die freiwillig geleisteten Aufbaustunden der Bewohner der Siedlung (Gegenwert rund 28.000 Mark) offiziell gewürdigt. |
| Teltower Straße                                                    | Teltow, Richtung | um 1913       | 1933                         | → Gehrenweg                         | von der Waldstraße nordwärts bis zur Lindenstraße |
| Wasserstraße                                                       | Wasser, bezog sich auf den Plumpengraben | vor 1920      | 1933                         | entwidmet, überbaut                 | Sie verlief zwischen Sandbacher Weg und Hubertusstraße und war stets „unbebaut“. |
| Wilhelm-Busch-Straße                                               | Wilhelm Busch (1832–1908), Dichter und Zeichner                                                                                               | vor 1920      | 10. Apr. 1931                | → Gartenstadtweg                    | Die Wilhelm-Busch-Straße war ein Teil des 1931 als Gartenstadtweg neu bezeichneten Verkehrsweges. In diesen bezog man auch die Gartenstadtstraße und die Straße 50 mit ein. |

- Weitere Plannummernstraßen:
953 (1940 „projektiert“), 953a, 962 (zwischen Straße 956 und Waldstraße; 1939), 964, 969 (alle ab 1939 im Adressbuch aufgeführt)

## Weitere Örtlichkeiten in Bohnsdorf

### Kleingartenanlagen (Kolonien)
- KGA ‚Waldfrieden II‘ (Bruno-Taut-Straße 2a, Lage): Die Anlage im Norden des Ortsteils zwischen der B 96a und dem vormaligen Bahnabzweig vom S-Bahnhof Grünau zum Güteraußenring. Sie ist im Kleingartenentwicklungsplan Berlins unter 9088 genannt.[41] Sie ist mit den 21 Parzellen auf 13.240 m² landeseigenem Pachtland  als fiktive Dauerkleingartenanlage nach dem Bundeskleingartengesetz durch die Darstellung im Flächennutzungsplan als Grünland (Kleingärten) ausgewiesen. Durch die Eingliederung in Stufe Vb ist die Anlage dauerhaft gesichert, ausgenommen ist allerdings ein Abschnitt der für den Ausbau des übergeordneten Hauptstraßensystems von Bundesrecht betroffen ist. Auf der Anlage liegen auch drei Dauernutzer. Die Anlage ‚Waldfrieden I‘ liegt am Königsheideweg.

- KGA ‚Gründerstraße 27‘ ist eine Bahnlandwirtschaft. Sie ist als 9201 (Gründerstraße/Adlergestell, Lage) mit 59 Parzellen auf 23.225 m² Eisenbahngelände im Entwicklungsplan in Stufe Ib als ‚BLW Gründerstraße‘ aufgenommen, aber unterliegt den Pachtbedingungen der Eisenbahnlandwirtschaft. Sie ist im Straßenverzeichnis mit 9553 aufgenommen und da die Ortsteilgrenze zu Grünau durch das Bahngrundstück der Kolonie führt, ist ein nördlicher Abschnitt nicht im Ortsteil gelegen.

### Parks

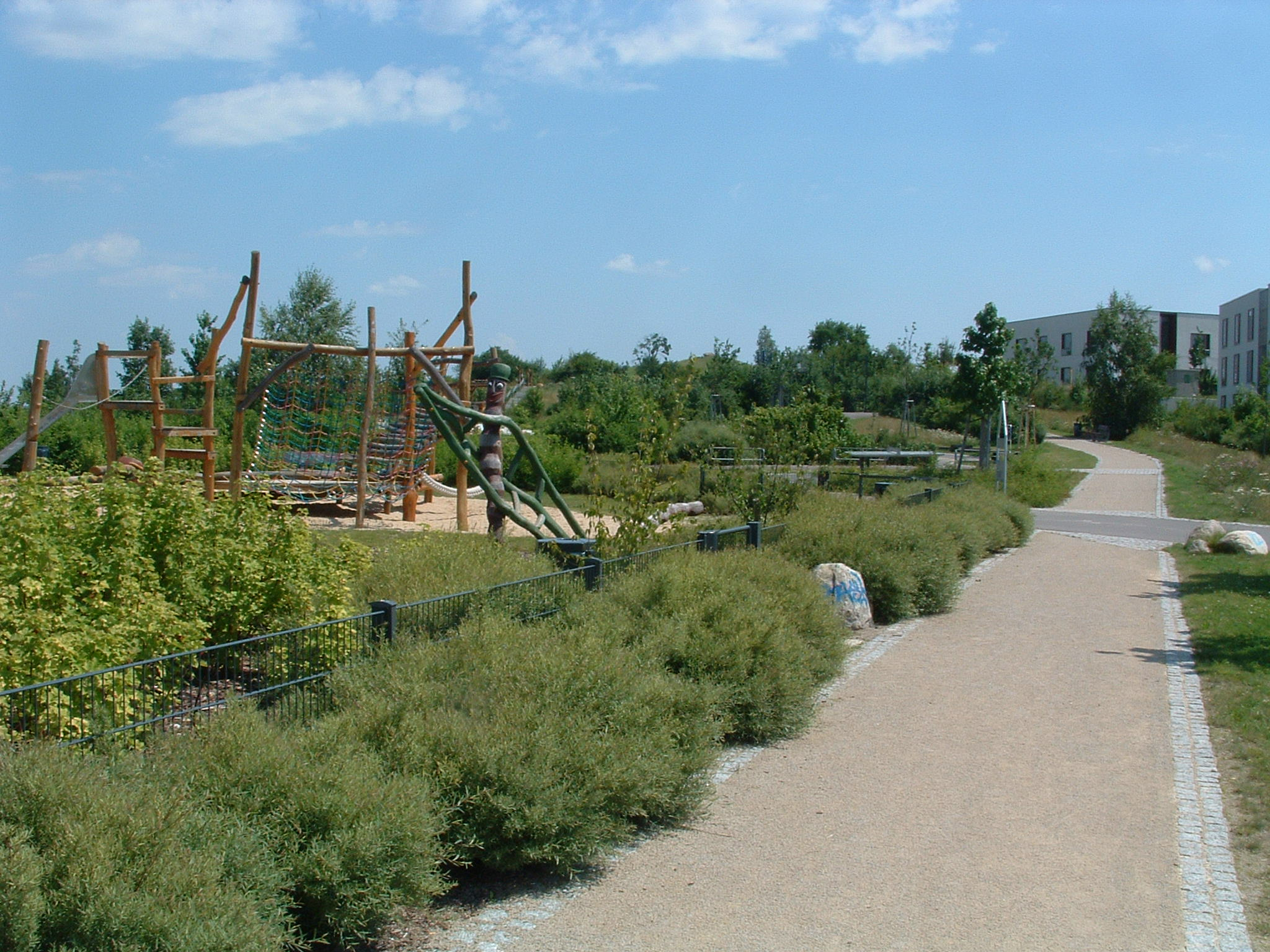
Buntzelberg, Teil des Parks auf den Falkenbergen in der neuen Siedlung „Paradu“

- Grünzug am Falkenberg („Park auf den Falkenbergen“, Lage): östlich der Tuschkastensiedlung und zur Buntzelstraße hin befindet sich eine als Ausgleichsmaßnahme ausgeführte Grünfläche. Südlich schießt das Gelände der St. Hedwigs Kliniken, Krankenhaus Hedwigshöghe an.[42]
- Ökopark Bohnsdorf (am Atlantisring)
- BBI Business Park Berlin: Mit dem Ausbau des Flughafens Schönefeld zum BBI wurden im Südwesten des Ortsteils auf landwirtschaftliche Nutzflächen Straßen angelegt, die für die Ansiedlung von flughafennahem Gewerbe vorgesehen sind. Der Name ist auch mit ‚Falkenberg Park‘ verzeichnet.[43] Auf der Fläche des Businessparks wird eine Grünfläche freigehalten. Die zentrale öffentliche Grünachse ist Teil des Grünordnerischen Konzeptes im Bebauungsplangebiet Bohnsdorf-West und hat eine Größe von ca. 11,4 ha. Die Grünachse ist eine 1,7 km lange in Ost-West-Richtung verlaufende Verbindung zwischen dem Siedlungsgebiet Bohnsdorf und den Schönefelder Seen.[44]
- Landeseigener Friedhof Bohnsdorf (Buntzelstraße 141, Friedhofentwicklungsplan 5058):[45] Es ist ein Dorffriedhof auf 5657 m² Fläche. Der 1949 als Ergänzung angelegte neue, zweite Bohnsdorfer Friedhof lag am Ende der damaligen Straße 956 (heute Kleine Waldstraße), nahe der Grenze zu Schönefeld. Er wurde bereits 1963 wegen der erforderlich gewordenen Erweiterung des Flughafens Schönefeld durch eine neue Landebahn nach Enteignung der kirchlichen Fläche geräumt.

### Sonstiges
- Ein Abschnitt der A 117 (Autobahnzubringer Dresden) durchschneidet das Gebiet des Ortsteils von Nordwest nach Westsüdwest. Die Länge der Hauptfahrbahnen durch Bohnsdorfer Gebiet ist 3,4 Kilometer. Am AD Treptow liegen zudem 560 Meter der nördlichen Hauptfahrbahn, 470 Meter der Ausfahrt nach B 96a (Nord) und 350 Meter Einfahrt von B 96a (Süd) im Ortsteil.
- Dorfkirche Bohnsdorf
- Krankenhaus Hedwigshöhe
- (Südlicher) Plumpengraben:[46] Der Graben[47] ist ein Fließgewässer des Landes Berlin (II. Ordnung) vom Teltowkanal zum Zeuthener See und wird lange vor der Gründung Eichwaldes in Schilderungen erwähnt. Er verläuft von Altglienicke her durch Bohnsdorf und überschreitet die Stadtgrenze, fließt durch Eichwalde und mündet in Zeuthen in den Selchower Flutgraben, der in den Zeuthener See mündet. 1891 bekam der Graben seine begradigte Form.[48]
- Taut Passage (Bruno-Taut-Straße 1): 5000 m² großes Einkaufscenter auf der Bohnsdorfer Seite am S-Bahnhof Grünau.